# Döden är en man
Döden är en man är en bok skriven av Per Lindeberg som 1999 gavs ut av bokförlaget Fischer & Co. Boken handlar om den så kallade styckmordsrättegången eller da Costa-fallet. Författaren lägger fram synpunkter på fallet och sägs ge en ny syn på det svenska rättssamhället. Lindeberg menar att de två läkarna utsattes för justitiemord.
Boken belönades 1999 med Svenska Deckarakademins pris för bästa faktabok och Föreningen Grävande Journalisters pris Guldspaden samt år 2000 priset Guldpennan från Stig och Karin Centerwalls stiftelse.
I augusti 2008 utkom en reviderad och uppdaterad version av boken, denna gång i pocketformat och med ny undertitel: Döden är en man: styckmordet, myterna, efterspelet. I nyutgåvan redovisar författaren också det händelseförlopp som utlöstes av den tidigare bokens syfte att starta en ny polisutredning och en fortsatt debatt, i försöken att få den påstådda bevisningen mot läkarna granskade vid ännu en rättegång.
I nyutgåvan beskriver Per Lindeberg också försök att stoppa denna bok. Författaren Hanna Olsson och flera andra personer försökte förmå förlaget att inte ge ut boken. Fischer förlag valde trots dessa protester att publicera den. Per Lindeberg menar att boken är skriven "utan förhandsinställning"; dock kritiseras den för motsatsen, att den skulle vara skriven utifrån övertygelse snarare än neutralitet.

## Utgåvor
- Lindeberg, Per (1999). Döden är en man: [historien om obducenten och allmänläkaren]. Stockholm: Fischer. Libris 8369721. ISBN 9170548889
  - Lindeberg, Per (2008). Döden är en man: styckmordet, myterna, efterspelet ([Ny, bearb. och uppdaterad utg.]). Rimbo: Fischer & Co. Libris 10371505. ISBN 9789185183296
  - Lindeberg, Per (2010). Döden är en man: [historien om obducenten och allmänläkaren]. Stockholm: Dejavu. Libris 11893740. ISBN 9789174510478